# Локосово
Локосово — село в Сургутском районе Ханты-Мансийского автономного округа — Югры (Россия). Входит в сельское поселение Локосово.

## Климат
Климат континентальный, характеризуется частыми вторжениями арктического воздуха и отличается высокой влажностью, суровой продолжительной зимой и сравнительно коротким, тёплым, а в отдельные годы даже жарким летом. Средняя температура воздуха наиболее холодного месяца (января) −22°С, самого жаркого (июля) +17°С. Период с устойчивыми морозами длится 150—160 дней. Снежный покров залегает 180—200 дней, его высота достигает 50-70 см. Территория характеризуется повышенными скоростями ветра. Часты метели и туманы.

## История
Локосово — одно из старейших сельских поселений на территории Ханты-Мансийского автономного округа — Югры: его появление связывают с возникновением в 1716 году на высоком берегу реки Обь, в 100 километрах от Сургута, православного прихода в честь святого Богоявления.

## Население
| 2002 | 2010  |
| ---- | ----- |
| 3840 | ↘3410 |

## Инфраструктура
- Школьное лесничество «Кедр». Образовано 2 марта 1999 года как молодёжный экологический клуб «Кедр»[3].
- Лесничество. Образовано 26 марта 1954 года как питомник деревьев хвойных пород. С 2007 года локосовское лесничество площадью 225 665 га относится к Юганскому лесхозу[3].